# Мекси
Мекси́ (фр. Mexy) — коммуна во французском департаменте Мёрт и Мозель, региона Лотарингия. Относится к кантону Эрсеранж.

## География
Мекси расположен в 8 км от стыка границ Франции, Бельгии и Люксембурга. Граничит на севере с Лонгви и Эрсеранж, на юго-востоке — с Окур-Мулен.

## Демография
Население коммуны на 2010 год составляло 2225 человек.
| 1962 | 1968 | 1975 | 1982 | 1990 | 1999 | 2010 |
| ---- | ---- | ---- | ---- | ---- | ---- | ---- |
| 670  | 1684 | 2496 | 2226 | 1959 | 1996 | 2225 |